# Yaser Ba Matraf
Yaser Ba Matraf (1 de abril de 1993) es un deportista yemení que compitió en taekwondo. Ganó una medalla de plata en el Campeonato Asiático de Taekwondo de 2012 en la categoría de –63 kg.

## Palmarés internacional
| Campeonato Asiático | Campeonato Asiático          | Campeonato Asiático | Campeonato Asiático |
| Año                 | Lugar                        | Medalla             | Categoría           |
| ------------------- | ---------------------------- | ------------------- | ------------------- |
| 2012                | Ciudad Ho Chi Minh (Vietnam) | Medalla de plata    | –63 kg              |